# Euryopis pepini
Euryopis pepini är en spindelart som beskrevs av Claude Lévi 1954. Euryopis pepini ingår i släktet Euryopis och familjen klotspindlar. Inga underarter finns listade i Catalogue of Life.